# Карабогет (Жетысуская область)
Карабогет (каз. Қарабөгет) — село в Саркандском районе Жетысуской области Казахстана. Административный центр Карабогетского сельского округа. Код КАТО — 196049100.

## Население
В 1999 году население села составляло 1718 человек (886 мужчин и 832 женщины). По данным переписи 2009 года, в селе проживали 1274 человека (664 мужчины и 610 женщин).